# 李天日

李天日（朝鮮文：리천일；英文：Ri Chon-Il；1991年1月22日—），朝鮮足球運動員，入選過朝鲜国家青年足球队及朝鮮國家足球隊。

## 簡歷
李天日在2015年首次入選朝鮮國家足球隊參與世界盃預選賽 。
此前，曾經代表朝鮮國家青年足球隊參加2010年亞洲U19青年足球錦標賽預選賽，先後在分組賽對關島國家青年足球隊和中國國家青年足球隊中以後替補身分上陣，協助朝鮮取得晉級2010年亞洲U19青年足球錦標賽決賽周的資格。

## 連結
- 李天日在 National-Football-Teams.com 上的出场纪录
- Chon-Il Ri - Soccerway （页面存档备份，存于） （英文）